# Gallier
Gallier war eine römische Bezeichnung für die keltischen Stämme auf dem Territorium Galliens (entspricht in etwa dem heutigen Frankreich, Belgien, Luxemburg, der Westschweiz und Norditalien).
Nach dem Gallischen Krieg durch Gaius Iulius Caesar (58–51 v. Chr.) wurde unterschieden zwischen:
- den eigentlichen keltischen Galliern oder Kelten, zwischen Garonne und Seine-Marne
- belgischen Galliern oder Belgern, von der Seine und Marne bis zum Rhein (unbestimmte Zuordnung zu Kelten und/oder Germanen)
- aquitanischen Galliern oder Aquitaniern, etwa zwischen den Pyrenäen und der Garonne (keine Kelten, sondern Basken oder verwandte Volksgruppen)

## Mythologie
Ihre Herkunft leiteten die Gallier angeblich von einem unbekannten – dem römischen Dis Pater gleichgesetzten – Gott der Fülle und des Totenreichs ab. Nach der Interpretatio Romana glichen die Römer die keltischen Götter und Kulte den eigenen an. Teutates steht hierbei als Beiname bei Mars und Mercurius. Folgende weitere Gottheiten sind bekannt, wobei oft nur die lateinischen Namen von römischen Chronisten überliefert sind:
- Taranis und Cernunnos (Himmelsgott)
- Belenus (Lichtgott)
- Grannus (Gott des Feuers und der heißen Quellen)
- Belisama (Beschützerin der Künste)
- Brigantia (Göttin des Sieges)
- Epona (Fruchtbarkeitsgöttin)
- Esus (Gott der Wege und des Handels)
- Medru (Gott der keltischen Anderswelt Mag Mor, der großen Ebene)

Die Priester, meist als Druiden bezeichnet, beherrschten das geistige Leben der Gallier und lehrten sie, an Cathubodua, die Schlachtkrähe, zu glauben sowie an die Matronae (Matronen), die Schicksals- und Fruchtbarkeitsgöttinnen, die meist in Dreigestalt erschienen. Der Totenkult nahm eine herausragende Stellung ein, und die Gallier glaubten an ein Leben nach dem Tod in einer anderen, jenseitigen Welt. 
Eine gallische Eberstandarte wurde im Jahre 1989 auf einem Strand bei Soulac-sur-Mer gefunden. Der Eber spielt eine große Rolle in der gallischen Mythologie, die Göttin Arduinna wird auf einem Eber reitend dargestellt. Der gallische Hahn wurde erst zu Zeiten der französischen Revolution popularisiert.

## Rezeption
Die Gallier gehören zu den antiken Völkern, die in der Neuzeit eine intensive Rezeption erfahren haben. Besonders im 18. und 19. Jahrhundert herrschte speziell in Frankreich eine starke Idealisierung vor, die als Keltomanie bezeichnet wird. Als Symbol des Staates Frankreich gilt der „Gallische Hahn“, was möglicherweise auf die doppelte Bedeutung des lateinischen „gallus“ („Hahn“ und „Gallier“) zurückzuführen ist.
Im Rahmen der modernen Popkultur haben die Gallier insbesondere durch die Comicserie Asterix von Rene Goscinny und Albert Uderzo internationale Bekanntheit erlangt.